# Firefighter (canção de Nutsa Buzaladze)

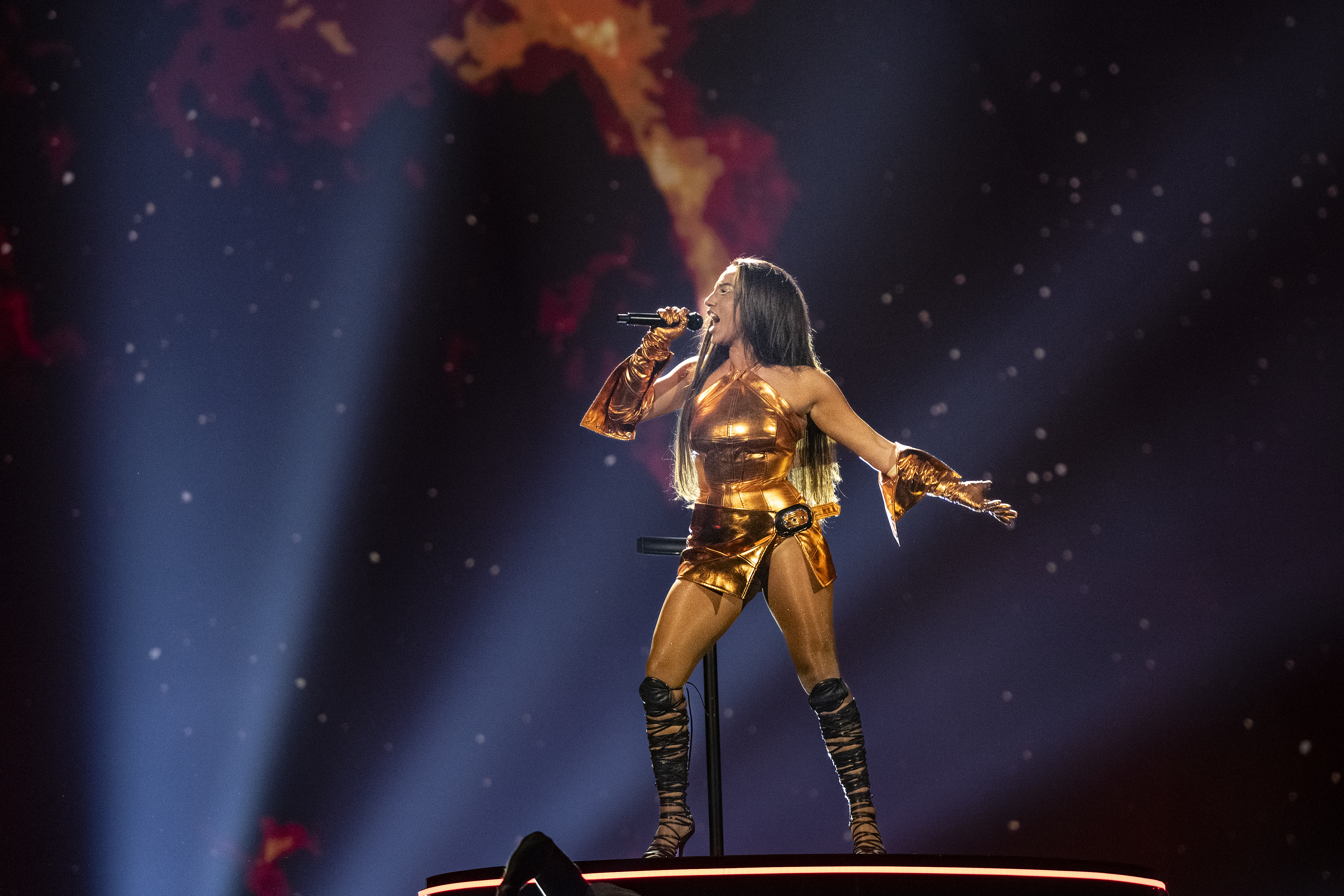
Nutsa em 2024.

"Firefighter" é uma canção da cantora georgiana Nutsa Buzaladze que representou a Geórgia no Festival Eurovisão da Canção 2024, após ser escolhida internamente.

A canção atuou na 2ª semifinal, tendo sido apurada para a final. Foi a primeira vez desde 2016 que a Geórgia se qualificou para a final, desta feita terminou em 21.º lugar com 34 pontos.